# 1667 Pels
1667 Pels је астероид главног астероидног појаса чија средња удаљеност од Сунца износи 2,190 астрономских јединица (АЈ).
Апсолутна магнитуда астероида је 12,1.